# أشرين شريف
أشرين شريف (بالإنجليزية: Ashrin Shariff) (ولد 10 أكتوبر 1982) هو لاعب كرة قدم سنغافوري محترف.

## مسيرة النادي
كان أشرين جزء من نادي واريورز (المعروفين سابقا باسم نادي كرة القدم للقوات المسلحة في سنغافورة) الذين فازوا بلقب الدوري السنغافوري لثلاثة سنوات متتالية منذ عام 2006 إلى عام 2008 إلى جانب فوزهم بكأس سنغافورة عام 2007 وعام 2008.
في موسم 2009، غادر أشرين نادي واريورز وذهب إلى نادي جيلانج انترناشيونال لينضم إلى زميله السابق ماسرزوان ماستوري.
وفي موسم 2010، سيلعب أشرين مع نادي بوروسيا زمرود في الدوري السنغافوري.

## إحصائيات مسيرة المنتخب الوطني
| # | التاريخ       | المكان   | الخصم    | النتيجة | النتيجة | المسابقة |
| - | ------------- | -------- | -------- | ------- | ------- | -------- |
| 1 | 27 يونيو 2007 | سنغافورة | السعودية | 2-1     | خسارة   | ودية     |